# Jordan Mageo
Jordan Mageo, född 6 januari 1997, är en amerikansk samoansk friidrottare. Hon deltog vid olympiska sommarspelen 2016.